# Ngaputoru
Les Ngaputoru (API : /ŋaːpuːtoru/ ) sont un groupe d'îles dans l'archipel des Îles Cook, un pays d'Océanie. Il regroupe les îles d'Atiu, Mauke et Mitiaro.   
Littéralement, en langue maori, le terme signifie « les (nga) trois (toru) racines (pu) ». L'expression, qui est couramment utilisée localement, fait référence aux liens familiaux des ariki (chefs coutumiers de ces trois îles).
En 2006, les Ngaputoru étaient peuplées d'environ 1 400 habitants (en baisse par rapport au recensement de 2001).